# Astegopteryx rhapidis
Astegopteryx rhapidis är en insektsart som först beskrevs av Van der Goot 1917.  Astegopteryx rhapidis ingår i släktet Astegopteryx och familjen långrörsbladlöss. Inga underarter finns listade i Catalogue of Life.